# Maximilian von Weichs
Maximilian Maria Joseph Karl Gabriel Lamoral Reichsfreiherr von und zu Weichs an der Glon (12 tháng 11 năm 1881 - 27 tháng 9 năm 1954) là một thống chế Wehrmacht của Đức Quốc xã trong Thế chiến thứ hai.
Xuất thân trong một gia đình quý tộc Đức, Weichs gia nhập lực lượng kỵ binh Bayern vào năm 1900 và tham chiến trong Thế chiến thứ nhất . Khi Thế chiến thứ hai bùng nổ, ông giữ quyền chỉ huy Quân đoàn XIII trong cuộc xâm lược Ba Lan. Sau đó, ông là chỉ huy Tập đoàn quân số 2 trong các cuộc xâm lược Pháp, Nam Tư và Liên Xô.
Tháng 8 năm 1942, với Chiến dịch Blau, tái khởi động cuộc tấn công của Đức tại phía Tây Nam Liên Xô, Weichs được bổ nhiệm làm chỉ huy của Cụm tập đoàn quân B. Năm 1944, Weichs chỉ huy Cụm tập đoàn quân F ở Balkan, giám sát việc quân Đức rút lui khỏi Hy Lạp và phần lớn Nam Tư. Trong Phiên tòa Nuremberg, Weichs bị cáo buộc dính líu đến tội ác chiến tranh ở Balkan và được lên kế hoạch tham gia Phiên tòa xét xử Con tin của Quân đội Hoa Kỳ. Tuy nhiên, ông đã bị loại khỏi thủ tục tố tụng vì "lý do y tế" mà không bị đem ra xét xử hoặc kết án.

## Thiếu thời và sự nghiệp

### Thế chiến thứ nhất
Sinh năm 1881 trong một gia đình quý tộc, Maximilian von Weichs gia nhập lực lượng kỵ binh Bayern năm 1900 và tham gia Thế chiến thứ nhất với tư cách là một sĩ quan tham mưu. Sau chiến tranh, ông ở lại tham gia cùng tổ chức Reichswehr mới được thành lập, nơi ông làm việc tại một số vị trí của Bộ Tổng tham mưu.

### Giữa hai cuộc chiến

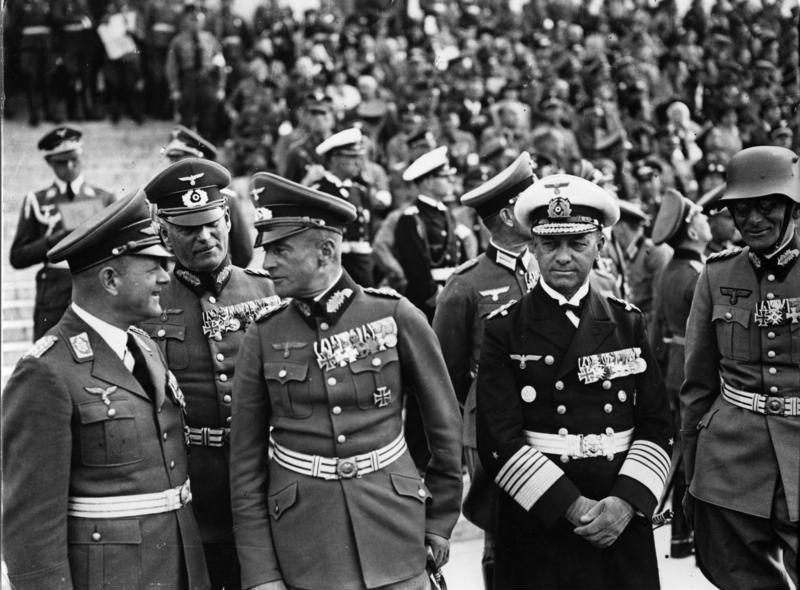
Các tướng Milch, Keitel, Brauchitsch, Đô đốc Raeder và Weichs tại Cuộc đua thuyền Nuremberg năm 1938

Được chuyển từ Sư đoàn kỵ binh 3 sang chỉ huy Sư đoàn thiết giáp số 1 của Đức khi được thành lập vào tháng 10 năm 1935, ông đã chỉ huy đơn vị trong các cuộc diễn tập, gây được ấn tượng với Tổng tư lệnh Lục quân Werner von Fritsch. Phong cách quý tộc và kỵ sĩ của Weichs đã chứng minh ảnh hưởng liên tục của những nét tinh hoa này trong công cuộc hiện đại hóa quân đội của Đức.  Tháng 10 năm 1937, ông trở thành chỉ huy của Quân đoàn 13, sau đó phục vụ trong sự kiện sát nhập Sudetenland của Đức vào năm 1938.

## Thế chiến thứ hai

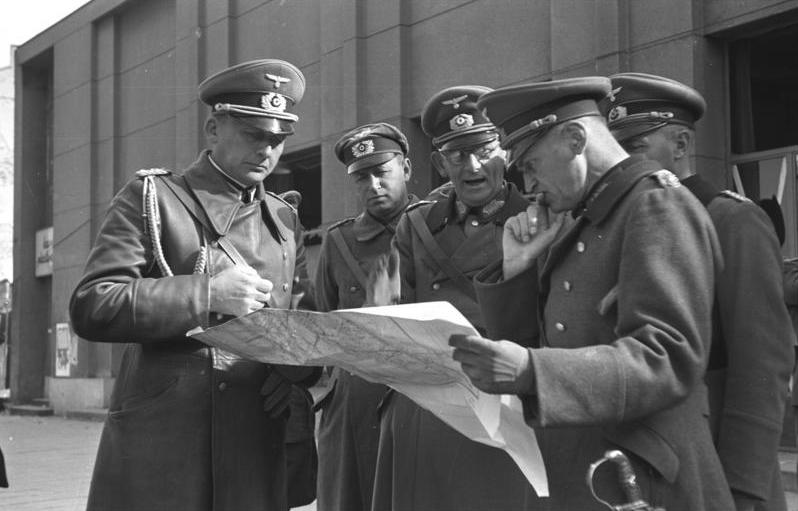
Weichs (thứ ba từ trái sang) với Johannes Blaskowitz (phải, cầm bản đồ) tại Warszawa trong cuộc xâm lược Ba Lan, 1939

Để chuẩn bị cho cuộc xâm lược Ba Lan của Đức khơi mào Thế chiến thứ hai vào năm 1939, Weichs được bổ nhiệm làm chỉ huy Binh đoàn "Weichs", một đơn vị thành lập lâm thời cấp quân đoàn mang tên ông. Sau khi Ba Lan đầu hàng, ông được bổ nhiệm làm Tư lệnh Tập đoàn quân số 2, một bộ phận của Cụm tập đoàn quân A do Gerd von Rundstedt chỉ huy ở mặt trận phía Tây. Sau Trận chiến nước Pháp, ông được tặng thưởng Huân chương Chữ thập Hiệp sĩ và được thăng cấp Đại tướng. Dẫn đầu đạo quân thuộc quyền, Weichs tham gia Chiến dịch Balkan, và để chuẩn bị cho Chiến dịch Barbarossa, ông được giao chỉ huy Tập đoàn quân số 2 như một bộ phận của Cụm tập đoàn quân Trung tâm do Fedor von Bock chỉ huy. Ông chỉ huy Tập đoàn quân số 2 vào năm 1941 qua Trận Kiev, Trận Smolensk, và sau đó đến Vyazma và Bryansk.

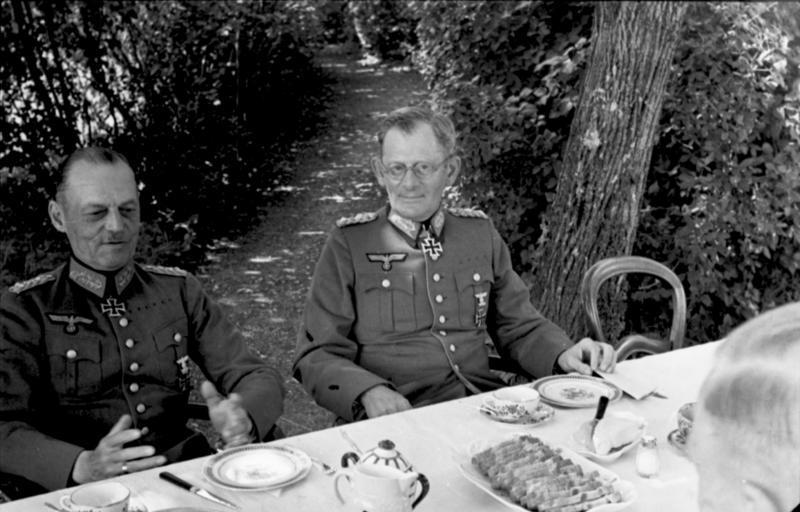
Gerd von Rundstedt với Weichs ở Pháp, tháng 6 năm 1940

Năm 1942, trong Chiến dịch Blau, Weichs được giao chỉ huy Cụm tập đoàn quân B mới được thành lập. Cụm tập đoàn quân B bao gồm Tập đoàn quân số 2 của Salmuth, Tập đoàn quân thiết giáp số 4 của Hoth và Tập đoàn quân số 6 của Paulus. Ngoài các tập đoàn quân Đức, Cụm tập đoàn quân B gồm Tập đoàn quân số 2 Hungary, Tập đoàn quân số 8 Ý, Tập đoàn quân số 3 và 4 Romania. Tập đoàn quân 6 được giao nhiệm vụ đánh chiếm thành phố Stalingrad và phụ trách chiến tuyến với chiều dài khoảng 800 km.

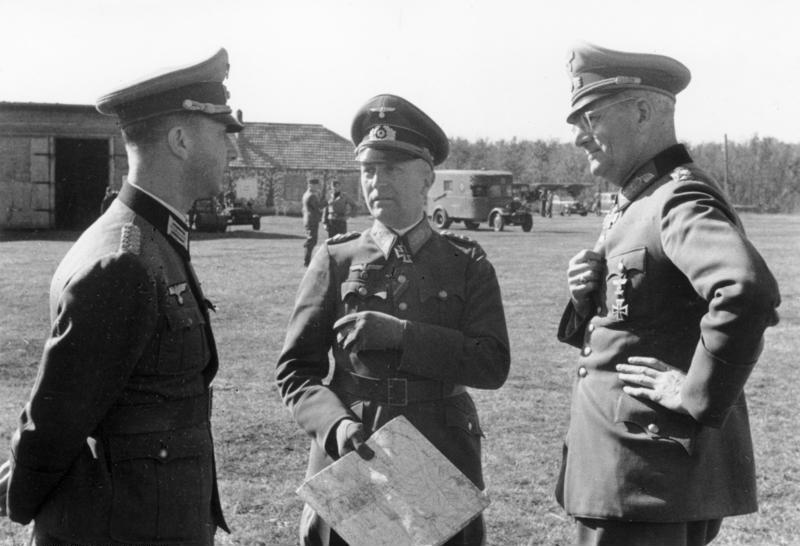
Weichs (phải) ở Nga trong thời gian diễn ra Chiến dịch Blau, tháng 9 năm 1942

Tuy nhiên, Chiến dịch Sao Thiên Vương của Liên Xô đã chọc thủng cánh quân Romania ở hai bên sườn mũi tiến công của quân Đức, cắt đứt nối kết và bao vây Tập đoàn quân 6 bên trong Stalingrad. Trước tình hình nguy cấp, Weichs đã đề nghị cho quân Đức rút lui nhưng không được Hitler đồng ý. Sau đó, Weichs bị tước quyền chỉ huy, Cụm tập đoàn quân B bị giải thể và những phần còn lại của nó được hợp nhất vào Cụm tập đoàn quân Sông Don mới thành lập, do Manstein chỉ huy. 
Mặc dù vậy, Weichs vẫn được thăng cấp Thống chế vào ngày 1 tháng 2 năm 1943. Tháng 8 năm 1943, Weichs được bổ nhiệm làm Tư lệnh Cụm tập đoàn quân F tại Balkan, chỉ đạo các hoạt động chống các nhóm du kích địa phương. Từ tháng 8 năm 1943, Weichs giữ chức vụ Tổng tư lệnh phía Đông Nam (OB Südost), chỉ huy lực lượng quân Đức chiếm đóng Hy Lạp và Balkan (Nam Tư, Albania và Thrace).  Tháng 4 năm 1944, Weichs được bổ nhiệm vào chức vụ chỉ huy lực lượng quân Đức đóng tại Hungary.  Cuối năm 1944, ông giám sát việc quân Đức rút lui khỏi Hy Lạp và phần lớn Nam Tư.
Weichs nghỉ hưu vào ngày 25 tháng 3 năm 1945 và bị quân đội Mỹ bắt giữ vào tháng 5. Trong các phiên tòa Nuremberg, Weichs bị cáo buộc có liên can đến các tội ác chiến tranh đã gây ra trong khi đàn áp các nhóm du kích tại các vùng chiếm đóng. Tuy nhiên, ông đã bị loại khỏi Phiên tòa xét xử Con tin của Quân đội Hoa Kỳ vì lý do y tế mà không bị đưa ra xét xử hay kết án.

## Giải thưởng
- Thập tự Sắt năm 1914 hạng 2 (20 tháng 9 năm 1914) & hạng 1 (12 tháng 11 năm 1915) [6]
- Kẹp Thập tự Sắt năm 1939 hạng 2 (18 tháng 9 năm 1939) & hạng 1 (29 tháng 9 năm 1939) [6]
- Chữ thập Hiệp sĩ với Cành sồi
  - Chữ thập Hiệp sĩ ngày 29 tháng 6 năm 1940 với tư cách Thượng tướng Kỵ binh, Tư lệnh Tập đoàn quân số 2 [7]
  - Cành sồi ngày 5 tháng 2 năm 1945 với tư cách Thống chế, Tư lệnh Cụm tập đoàn quân F và OB Südost (Tổng tư lệnh hướng Đông nam) [7]

## Quân hàm
- Thiếu tướng (Generalmajor): 1 tháng 4 năm 1933;
- Trung tướng (Generalleutnat): tháng 5 năm 1935;
- Thượng tướng Kỵ binh (General der Kavallerie): tháng 9 năm 1937;
- Đại tướng (Generaloberst): 19 tháng 7 năm 1940;
- Thống chế (Generalfeldmarschall):  1 tháng 2 năm 1943